# Liste der Sinfonien Franz Schuberts
Diese Liste enthält die Sinfonien des Komponisten Franz Schubert zusammen mit Entwürfen und Fragmenten.
- Sinfonie-Fragment D-Dur D 2B (1811)
- 1. Sinfonie D-Dur D 82 (1813)
- 2. Sinfonie B-Dur D 125 (1814–15)
- 3. Sinfonie D-Dur D 200 (1815)
- 4. Sinfonie c-Moll D 417 „Tragische“ (1816)
- 5. Sinfonie B-Dur D 485 (1816)
- 6. Sinfonie C-Dur D 589 „Kleine Sinfonie C-Dur“ (1817–18)
- Sinfonie-Entwurf D-Dur D 615 (1818)
- Sinfonie-Entwurf D-Dur D 708A (nach 1820)
- Sinfonie-Fragment E-Dur D 729 (1821)
- [7.] Sinfonie h-Moll D 759 „Unvollendete“ (1822)
- [8.] Sinfonie C-Dur D 944 „Große Sinfonie C-Dur“ (1825, Partitur datiert 1828); laut Ernst Hilmar identisch mit der Gmunden-Gasteiner Sinfonie D 849
- Sinfonie-Entwurf D-Dur, D 936A (1828), für den Konzertgebrauch rekonstruiert und eingerichtet von Peter Gülke, Brian Newbould und Roland Moser[1].

Die Nummerierung der 7. und 8. Sinfonie entspricht dem aktuellen Forschungsstand, wie er in der letzten Auflage des Deutsch-Verzeichnisses (1978) beschrieben ist. Auf vielen CD-Veröffentlichungen finden sich noch die älteren Zählweisen: die Sinfonie in h-Moll als Nr. 8, die Große Sinfonie in C-Dur als Nr. 7 oder Nr. 9.